# Ripper Street
A Ripper Street angol bűnügyi sorozat, ami 2012-ben indult a brit BBC One csatornán. A történet 1889-ben Whitechapelben játszódik, fél évvel a whitechapeli gyilkosságok után. A sorozat főszereplőit Matthew Macfadyen, Jerome Flynn és Adam Rothenberg alakítják. Az első részt 2012. december 30-án vetítették a BBC One-on, a csatorna 2012-es karácsonyi csomagjának részeként. Az Egyesült Államokban 2013. január 19-én mutatták be a BBC America műsorán. A csatornán a Ki vagy, doki? mellett az egyik legsikeresebb drámasorozat. A szériát ezen kívül norvég, kanadai és ausztrál csatornák is megvették.
2013. január 29-én bejelentették, hogy a BBC újabb 8 részt rendelt be a sorozathoz. A második évadot 2014-ben tervezik bemutatni szintén a BBC-n.

## Cselekménye
A sorozat cselekménye 1889 áprilisában kezdődik, hat hónappal az utolsó Hasfelmetsző Jack-gyilkosság után, amikor újabb női holttestre bukkannak az egyik sikátorban. A whitechapeli H csoport nyomozói gyanakodni kezdenek, hogy visszatért a Hasfelmetsző. A gyilkosság kiderítéséhez Edmund Reid felügyelő (Matthew Macfadyen) és Bennett Drake őrmester (Jerome Flynn) Homer Jackson kapitány (Adam Rothenberg) segítségét kéri, aki az amerikai hadsereg volt sebésze, és korábbi Pinkerton ügynök. Jackson egy bordélyházban él, akinek madámjával, Miss Susan Harttal (MyAnna Burning) együtt érkezett Londonba.
Fred Best (David Dawson) szenzációhajhász újságíró sötét titkokat tud Reid lányának tragikus haláláról. Emily Reid (Amanda Hale), férje fenntartásai és lánya elvesztése felett érzett fájdalma ellenére elkötelezi magát a whitechapeli nők megsegítésén, és menedékházat nyit nekik.
Az egyes részek epizodikusan épülnek fel, mindegyik egy önálló bűnesetet mutat be, az epizódok közötti kapcsolatot a három főszereplő háttértörténete és Hasfelmetsző Jack visszatérésétől való félelem teremti meg.

## A sorozat készítése
A műsor a BBC és BBC America koprodukciója, a forgatókönyvet Richard Warlow, Julie Rutterford, Declan Croghan és Toby Finlay írta. Az első évad epizódjait Andy Wilson (4 epizód), Colm McCarthy (2 epizód) és Tom Shankland (2 epizód) rendezte. 2013. január 29-én jelentették be, hogy második évad is készül, ám egyes hírek szerint azt már az első epizód levetítése előtt berendelték.

### Forgatókönyv
Richard Warlow kezdetben egy olyan sorozatok akart létrehozni, ami Hasfelmetsző Jack gyilkosságaival párhuzamosan mutatja be a H csoport mindennapjait, és a Hasfelmetsző utáni hajtóvadászatot. Ez azonban nagyon leszűkített a készítők lehetőségeit, így az eseményeket későbbre tolták, nem sokkal a hírhedt gyilkosságok után: „Azzal a döntéssel, hogy a konkrét embervadászat bemutatását elvetettem, megnyílt a lehetőségem, hogy azzal foglalkozzam, ami a legjobban érdekelt: azok az emberek, akik felelősek voltak a whitechapeli emberek biztonságáért, hogyan birkóztak meg a tudattal, hogy ilyen látványosan kudarcot vallottak.”
Shankland úgy nyilatkozott a szériáról, hogy „[Whitechapel] területe nem szűkölködik a rémes gyilkosságokban és ha a következő hónapokban meggyilkolt nőre bukkantak, egyből Hasfelmetsző Jackre gyanakodtak. Ebből kifolyólag érinteni fogjuk Hasfelmetsző történetét, de nem ásunk elő senkit és az »általános öt«-öt sem változtatjuk meg.”

### Szereplőválogatás
Matthew Macfadyen egy interjújában úgy nyilatkozott, hogy a jó forgatókönyv keltette fel az érdeklődését a sorozat iránt: „Néhány hónapig nem kaptam semmit, aztán egy rakás forgatókönyv érkezett egyszerre, és messzemenően ez volt a legjobb. (…) A címet meglátva azt gondoltam, ’Ezt már láttuk’, de ez mégis olyan friss volt, és megvolt benne egy epizodikus dráma minősége, érdekessége és mélysége.” A karakter nevében egy olyan rendőrön alapszik, aki részt vett a Hasfelmetsző-gyilkosságok nyomozásában. Macfadyen elmondása szerint a karakter megformáláshoz azonban nem a valós személyt vette alapul.
Jerome Flynnt Warlow kérte fel, hogy vegyen részt a projektben, miután látta a színész alakítását a Trónok harca című sorozatban. Flynn-nek a karakterek és a kor ábrázolása volt a legérdekesebb a Ripper Street kapcsán. „Ami számomra a legizgalmasabb volt, az a szereplők gazdagsága. Ez különbözteti meg a többi rendőrségi drámától. És a korabeli élet gazdagsága. Érdekessé tette.”
Adam Rothenberg, a sorozat harmadik főszereplője meghallgatás után kapta a szerepet, emiatt nemigen volt ideje felkészülni a sorozat témáját tekintve: „Elolvastam néhány könyvet a korabeli Londonban élő amerikaiakról, de egyáltalán nem volt elég időm, hogy a ripperológia, vagy a korabeli bíráskodás szakértőjévé váljak. Számomra a legtöbb munkát a szöveg jelentette, hozzászokni ehhez a rendkívül erős és sajátos nyelvhez.”
2013 májusában bejelentették, hogy Damien Molony vendégszerepelni fog a második évadban.

### Forgatás
A sorozatot az írországi Dublinban vették fel, többek között az egykori Clancy Barracks területén, a Phoenix Parkban és a Trinity College-ben. A forgatás 18 hétig tartott és 2012 júliusában fejeződött be. A Whitechapelnek helyet adó Clancy Barracksban nyolc hétig építették a díszleteket. Macfadyen szerint „a barakkok olyanok voltak, mint egy méretes játszótér, elég nagy ahhoz, hogy újjáélesszék Whitechapel egy nagy szeletét, valamint forgattunk a dublini várban és a Kilmainham Gaolban is”.
A széria második évadát 2013. április 29-én, szintén Dublinban kezdték forgatni, és a tervek szerint augusztus 31-én fejezik be. A fő forgatási helyszín Clancy Barracks maradt, emellett azonban a Merrion Streeten található Természettudományi Múzeumban is vesznek fel jeleneteket. A sorozat meghosszabbításáról Warlow egy interjújában azt nyilatkozta, hogy rendkívül hálás a lehetőségért, a történet az 1890-es években fog játszódni.

## Szereplők
- Matthew Macfadyen - Edmund Reid felügyelő
- Jerome Flynn - Bennet Drake őrmester
- Adam Rothenberg - Homer Jackson kapitány/Matthew Judge
- MyAnna Buring - Susan Hart/Caitlin Swift
- Charlene McKenna - Rose Erskine
- Amanda Hale - Emily Reid
- Jonathan Barnwell - Dick Hobbs
- David Wilmot - Donald Artherton őrmester
- David Dawson - Fred Best

## Epizódok

### Első évad
| Sor. | Év. | Cím                           | Rendező       | Író                                | Premier            | Nézettség   |
| --- | --- | ----------------------------- | ------------- | ---------------------------------- | ------------------ | ----------- |
| 1. | 1.  | I Need Light                  | Tom Shankland | Richard Warlow                     | 2012. december 30. | 7,89 millió |
| Amikor megtalálják Maude Thwaites hegedűművész holttestét az egyik sikátorban, a holttesten felfedezik a legtöbb, Hasfelmetsző Jackre emlékeztető kézjegyet. Ennek ellenére a Jackson által elvégzett boncolás kideríti, hogy a hírhedt gyilkosságoknak csak a lemásolásáról van szó. Fred Best újságíró (David Dawson) és Frederick Abberline főfelügyelő (Clive Russell) javaslata ellenére Edmund Reid felügyelő Drake őrmester és Jackson segítségével Sir Arthur Donaldson (Mark Dexter) nyomába erednek, aki a korabeli pornófilmkészítés egyik úttörője. A férfi megtalálása még sürgetőbbé válik, amikor kiderül, hogy az megvásárolta Susan két lányának, köztük Rose-nak szolgáltatásait. |     |                               |               |                                    |                    |             |
| 2. | 2.  | In My Protection              | Tom Shankland | Richard Warlow                     | 2013. január 6.    | 6,94 millió |
| Ernest Manby (David Coon), egy 60 éves játékkészítő összevert holttestére bukkannak. George Lusk (Michael Smiley) és a Whitechapel Vigilance Committee (civilek által alakított kormányőrség) azt állítja, hogy a 14 éves Thomas Gower (Giacomo Mancini) felelős a gyilkosságért. Reid feleségének barátja, az ügyvéd Eagles (Hugh O'Conor) Reid felügyelőre bízza a gyereket. Eközben Jackson egy átmulatott éjszaka során elveszít egy igen fontos gyűrűt, ami az ő és Miss Hart amerikai múltjáról tartogat titkokat. A két egymástól függetlenül induló eseménysorozat Eagles halálát okozza, és komoly bajba keveri Miss Hartot, aki a gyűrűt próbálja visszaszerezni egy illegális szerencsejáték bűnbarlangot irányító helyi bandavezértől, Carmichaeltől (Joe Gilgun). Carmichael utcai gyerekekből toboroz vérszomjas bandát maga köré. A vezér Jacksontól megtudja, hogy az egykor nála nevelkedő Gower Miss Goren zsidó árvaházában bujkál Reid és Drake védelme alatt, így megtámadja azt. |     |                               |               |                                    |                    |             |
| 3. | 3.  | The King Came Calling         | Andy Wilson   | Declan Croghan és Richard Warlow   | 2013. január 13.   | 6,54 millió |
| Egy újabb kolerajárvány kitörésétől tartva a whitechapeli H csoport és a City of London rendőrsége együttesen indít nyomozást, miután több gyanús haláleset is történik, egymástól látszólag függetlenül. A boncolás kimutatja, hogy kolera helyett az áldozatokkal anyarozs-mérgezés végzett, amit szándékosan idéztek elő mérgezett liszttel. Reid felesége, miközben a városban próbál anyagi támogatást szerezni menedékháza megnyitásához, szintén megbetegszik, amitől halott kislányáról lesznek látomásai. A halálesetek száma folyamatosan nő, ahogy a rendőrség próbálja megtalálni az összefüggést a betegek között. |     |                               |               |                                    |                    |             |
| 4. | 4.  | The Good of This City         | Andy Wilson   | Julie Rutterford és Richard Warlow | 2013. január 20.   | 6,95 millió |
| A londoni metró építése miatt felszámolásra ítélt whitechapeli nyomornegyed egyik házában két holttestre bukkannak, a szomszéd szobában pedig két kisgyermekre. Az eset egyetlen tanúja a három hónapos terhes Lucy Eames (Emma Rigby), aki korábban Miss Susan bordélyházában dolgozott. Az átélt események hatására sokkos állapotba került lányról kiderül, hogy kulcsfigura egy bonyolult összeesküvésben, mely egyaránt érinti a metrót építő Stanley J. Bone (Paul McGann) tanácsost, és Dr. Karl Crabb (Anton Lesser) elismert elmeorvost, a lobotómia egyik specialistáját. |     |                               |               |                                    |                    |             |
| 5. | 5.  | The Weight of One Man's Heart | Colm McCarthy | Toby Finlay                        | 2013. január 27.   | 6,47 millió |
| Drake Reid és Jackson figyelmeztetése ellenére szeretné feleségül venni Rose-t. A whitechapeli rendőrség eközben egy olyan rablás ügyében nyomoz, aminek a katonasághoz lehet köze. Drake korábbi felettese, Madoc Faulkner ezredes (Iain Glen) felbukkan Londonban, és visszautasíthatatlan ajánlatot ad Drake-nek. |     |                               |               |                                    |                    |             |
| 6. | 6.  | Tournament of Shadows         | Colm McCarthy | Toby Finlay                        | 2013. február 3.   | 6,31 millió |
| Az 1889-es londoni dokksztrájk tüntetésekhez, az egyik munkásklub székhelyének felrobbantásához és egy zsidó anarchista, Joshua Bloom (Ferdinand Kingsley) meggyilkolásához vezet. Reid és segítői egy orosz kém, Peter Morris (Peter Ferdinando) nyomába erednek, akiről kiderül, hogy a zavargások egyik fő szószólója. Jackson, Pinkertonként szerzett tapasztalatait felhasználva beépül a tüntetők közé, ám Reidet megfenyegeti James Monro (Michael McElhatton) rendőrfőkapitány és Constantine (Derek Riddell) kapitány, hogy ejtsék az ügyet. Constantine tud Morris korábbi tevékenységéről, Jackson múltjáról és Reid lányának haláláról is. |     |                               |               |                                    |                    |             |
| 7. | 7.  | A Man of My Company           | Andy Wilson   | Richard Warlow                     | 2013. február 17.  | 6,10 millió |
| Egy nemzetközi hajótársaság igazgatója, Theodore P Swift (Ian McElhinney) érkezik Londonba néhány Pinkerton társaságában, hogy véglegesítse a válságban szenvedő Argentine Marine Company megvásárlását. Eközben az Argentine Marine Company egyik mérnökét, aki ki tudná hozni a bajból a hajótársaságot, meggyilkolják. Reid figyelmét felkelti a két látszólag független esemény, és Drake-kel nyomozni kezdenek az ügybe. A Pinkertonok főnöke, Frank Goodnight (Edoardo Ballerini) mindenáron meg akarja találni Jacksont, aki, amikor megtudja, kik érkeztek a városba, eltűnik. Egy, a városban talált prostituált meggyilkolt holtteste Jacksonra tereli a gyanút a Hasfelmetsző-nyomozásban. |     |                               |               |                                    |                    |             |
| 8. | 8.  | What Use Our Work?            | Andy Wilson   | Richard Warlow                     | 2013. február 24.  | 6,44 millió |
| Abberline meg van győződve róla, hogy Jackson a Hasfelmetsző, a kapitányt letartóztatják. Reid biztos abban, hogy barátja ártatlan, ám bizonyítani nem tudja. Rose elhagyja a bordélyházat és Mrs Reid szállásán talál menedéket. Egy újságban ad fel hirdetést, hogy férjet keressen magának, ám nem sokkal ezután eltűnik. Reid és Drake a lány eltűnése kapcsán egy korábbi Hasfelmetsző-gyanúsítottra, Victor Silverre (David Oakes) gyanakodnak, ezért a nyomába erednek. Reid rájön, hogy Silver egyike azoknak, akik a hajón voltak lánya eltűnésekor, ráadásul a férfi lányáhot hasonlóan, szintén eltűntként volt nyilvántartva. Jacksonnak sikerül magát tisztáznia a vád alól. |     |                               |               |                                    |                    |             |

## Fogadtatás
A sorozat kritikai fogadtatása vegyes volt az első két részt illetően. Sokan dicsérték a forgatókönyvet és a remek színészi játékot. A legtöbb kritikus egyet értett abban, hogy a későbbi részek folyamatosan javultak, annak köszönhetően, hogy a három főszereplő karaktere és háttértörténete is fejlődött, előkészítve az évad végére a tetőpontot.
Sokan úgy gondolják, hogy a széria más, szintén ebben a korban játszódó, hasonló hangulatú sorozat (például Copper – A törvény ára, Whitechapel, Murdoch nyomozó rejtélyei, Deadwood) és film másolása. Egy illegális bokszmeccset bemutató jelenet egyesek szerint annyira hasonlít Guy Ritchie Sherlock Holmes filmjének egy jelenetére, hogy nehéz kizárni a véletlenszerűséget. Az alkotást több értékelés is a Copper – A törvény ára című, BBC America gyártásában készült sorozattal hasonlítja össze. A Hollywood Reporter kritikusa, Goodmann írását a két sorozat összevetésére építi: „A Copper volt a BBC America első saját gyártású sorozata. A Ripper Streetet a BBC készítette. (…) Amíg a Barry Levinson és Tom Fontana készítette Copper 1864-ben játszódik New York Cityben, a Ripper Street London hírhedt East End negyedében játszódik, 1889 körül, nem sokkal Hasfelmetsző Jack durva (és megoldatlan) mészárlása után.” Összegezve arra az eredményre jut, hogy a Ripper Street történetei jobbak, valamint maga a széria is nyitottabb és beszédesebb, mint a Copper, igaz, ez részben a korabeli London és New York közötti fejlettségbeli különbségeknek is köszönhető. Emellett a sorozat részben azért olyan érdekes, mert nem arról szól, amire a néző először gondolna: „Az ötlet az, hogy Jack eltűnt és most az emberek pénzt csinálnak a legendából, a sajtó pedig folyamatosan előveszi.” Goodman azt is a széria erélyének tekinti, hogy az az első pillanattól kezdve izgalmas.
A The Guardianban megjelenő értékelésében Sam Wollaston megvizsgálva a sorozat erősségeit és gyengeségeit, arra jut, hogy a „forgatókönyv valós, él és emberi. Nagyszerűen adják elő, és nagyszerű nézni – elegáns és stilizált. Az ökölvívó jelenetek durvák és emlékezetesek. Egy rendes, karakterközpontú krimi, izgalmas, és igen – attól tartok – hasfelmetsző is.” A The Daily Telegraph hasábjain Benji Wilson elismerően szól a színészi játékról, ami szerinte kárpótlás a rossz expozíciókért és az unalomig ismételt történelmi utalásokért. J.C. Maçek III a PopMattersben megjelenő értékelésében elismerően nyilatkozik Warlow író és készítő, valamint Tom Shankland rendező korábrázolásáról: „kormos utcák, a gázlámpa vibráló árnyékokat teremt, a kőburkolaton pedig mintha megfagynának a lábnyomok. Ezek a részletek segítenek abban, hogy a Ripper Street egy impozáns műsor legyen”.
Az amerikai bemutatás előtt Roth Cornet írt kritikát az IGN számára, amiben Goodmannhoz hasonlóan kiemeli, hogy a cselekmény nem a Hasfelmetszőre koncentrál: „a műsorban láthatóan sokkal kevésbé hangsúlyos a Ripper, és inkább a Street a lényeg. Ezalatt azt értem, hogy ez a sorozat nem a Hasfelmetsző utáni nyomozásról szól, hanem arról, hogy a gyilkosságoknak milyen hatásuk volt a környékre.” Az írás kitér a gondosan kezelt korábrázolásra, és a korabeli tudományok jelentőségére is.

### Az erőszak és nők helyzetének ábrázolása
Néhány kritikusnő bírálta a sorozatban a nők túlzott kétdimenziós ábrázolását, akik vagy elnyomott feleségként és anyaként jelennek meg, vagy pedig prostituáltként. Jan Moir Mail Online-ban megjelenő írásában erősen kritizálta a széria brutalitását és nőgyűlöletét, „a nők kínzását és meggyilkolását lelkesedéssel ábrázolják. (…) A férfiaknak és gyerekeknek is bőven kijut az erőszakból, de a rosszakarat középpontjában mindig a (…) szajhák és utcalányok vannak.” Következtetése szerint egy ilyen műsort nemhogy vetíteni nem szabadna, hanem még csak elkészíteni sem. A The Independentben megjelenő kritikában Grace Dent sokkal szatirikusabb hangot üt meg, de hasonlóan Moirhoz, ő is elítéli a nők ábrázolását, azt állítva, hogy „múlhatnak a századok és változhat a divat, mégis, nőket erőszakolni és gyilkolni még soha nem volt ennyire népszerű.”
A kritikusok mellett a nézőktől is komoly bírálat érte a sorozatot az erőszak ábrázolása, és a túl korai vetítési időpont miatt. Az első epizód műsorra kerülése után a BBC-hez majdnem 90 panasz érkezett ez ügyben a nézőktől. A csatorna azzal védekezett, hogy „a Ripper Street egy 19. század végén, a londoni East Enden játszódó erős és karakán sorozat, és mi megpróbáltuk valósághűen ábrázolni a kort. A vízválasztónak számító kilenc óra után tűztük műsorunkra.” Szerintük a műsor tartalmát széles körben terjesztették, és minden epizód előtt figyelmeztették a nézőket, hogy tudják, mire számítsanak. A főszereplőt alakító Macfadyen is a széria védelmére kelt, azt nyilatkozva egy interjújában, hogy visszatérni a nyomorúságos Whitechapelbe az alkotás egyik vonzereje.

### Történelmi utalások és hitelesség

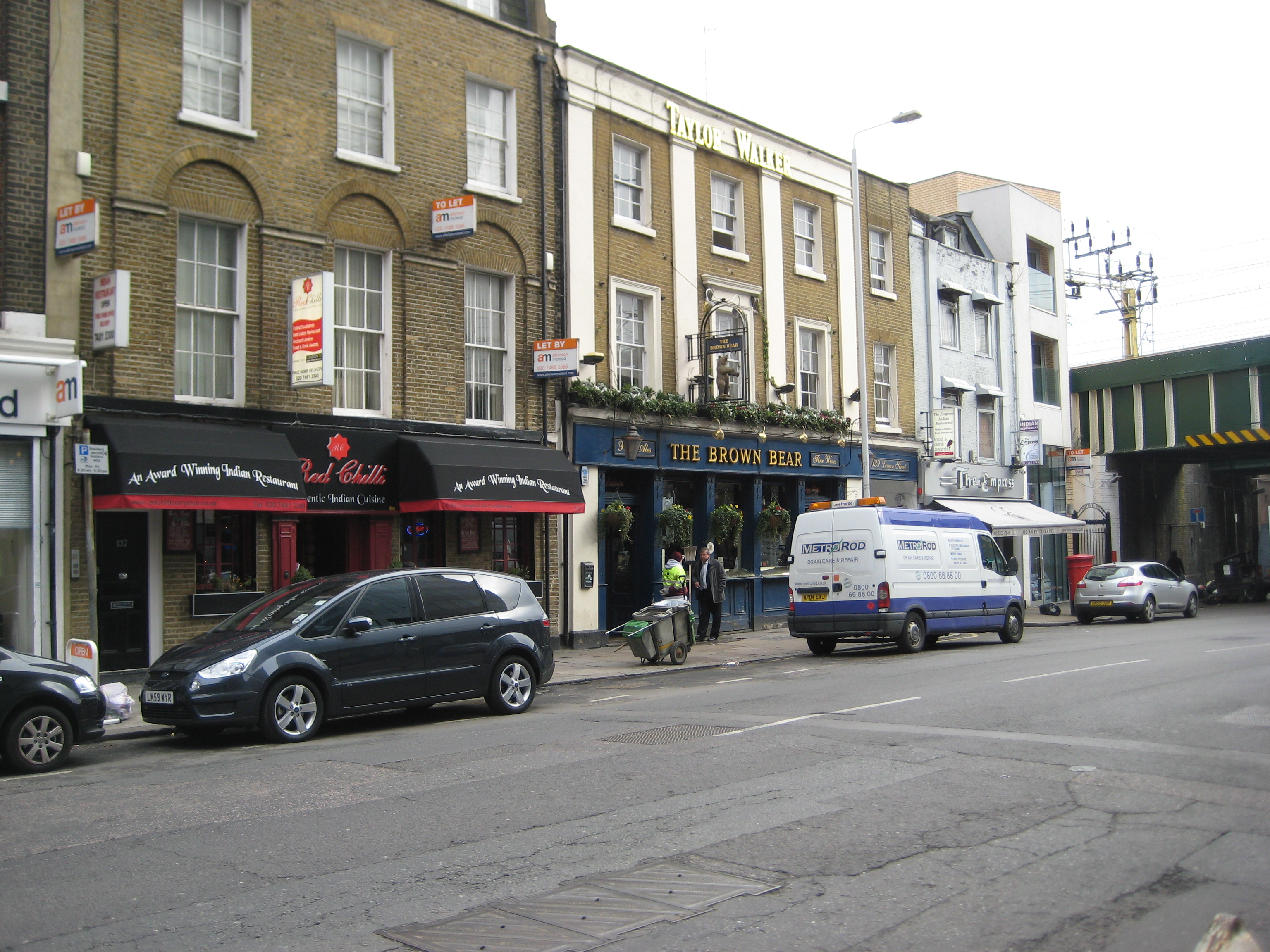
A Leman Streeten még ma is álló The Brown Bear pub ma.

Az egyes epizódokban feltűnő rendőrség és a „The Brown Bear” nevű pub a mai napig működik a Leman Streeten. A zsidó árvaház is létezik még, ezt azonban átnevezték és többször is elköltöztették – először a dél londoni Norwoodba, majd az észak londoni Stanmore-ba.
A sorozatban rengeteg utalás található megtörtént eseményekre, amelyeket többé-kevésbé pontosan ábrázolnak. Egyes események időpontját azonban akár évtizedekkel is eltolják. A The Guardianban megjelent egy cikk, amely a Ripper Streetben használt tudományokat és a műsor történelmi hitelességét vizsgálta. Vanessa Heggie az epizódokban feltűnő eseteket tudományos alapon megvizsgálva arra jutott, hogy a legtöbb valóban megtörténhetett az adott korban (mérgezés liszttel, robbantás pikrinsavval, lobotómia), néhányuk, például a lobotómia, azonban elég valószínűtlen, hogy tényleg bekövetkezett volna. Heggie szerint a kloroform rabláshoz történő használata és a csombormenta alkalmazása magzatelhajtáshoz történelmi tény, míg egyedül az amfetamin kábítószerként való alkalmazását tartja elképzelhetetlennek az 1880-as években.

## Díjak és jelölések
| Év   | Díjátadó                          | Kategória     | Eredmény |
| ---- | --------------------------------- | ------------- | -------- |
| 2013 | British Academy Television Awards | legjobb dráma | Jelölve  |

## Megjelenések
A sorozat 2013. március 12-én jelent meg DVD-n és BluRay-en az Egyesült Államokban és Kanadában, Nagy-Britanniában pedig egy héttel később, március 18-án.

## Fordítás
Ez a szócikk részben vagy egészben  a   Ripper Street című angol Wikipédia-szócikk ezen változatának fordításán alapul.  Az eredeti cikk szerkesztőit annak laptörténete sorolja fel. Ez a jelzés csupán a megfogalmazás eredetét és a szerzői jogokat jelzi, nem szolgál a cikkben szereplő információk forrásmegjelöléseként.